# Nostima footei
Nostima footei är en tvåvingeart som beskrevs av James F. Edmiston och Wayne N. Mathis 2005. Nostima footei ingår i släktet Nostima och familjen vattenflugor.
Artens utbredningsområde är Panama. Inga underarter finns listade i Catalogue of Life.